# Лорі малий
Лорі малий (Eos semilarvata) — вид папугоподібних птахів родини Psittaculidae. Ендемік Індонезії.

## Поширення
Вид поширений лише на острові Серам в групі Молуккських островів. Трапляється в гірських лісах на висоті вище 1350 м, хоча інколи він досягає 800 м.

## Опис
Це найменший представник роду Eos, лише 24 см завдовжки. Має червоне тіло з синіми щоками, підборіддям і криючими вух, пурпурно-блакитним черевцем і під хвостом, а також чорними смугами на крилах. У дорослої особини помаранчевий дзьоб, у юних — рожевий.